# Бред Ренфро
Бред Барон Ренфро (енгл. Brad Barron Renfro; рођен 25. јула 1982. у Ноксвилу, умро 15. јануара 2008. у Лос Анђелесу), био је амерички глумац и музичар.
Филмски деби имао је у својој једанаестој години и то играјући главну улогу у филму Клијент (енгл. The Client). Имао је запажену улогу у преко 20 играних филмова, неколико кратких и две телевизијске епизоде. Међутим његова каријера је почела пропадати због алкохолизма и наркоманије. Неколико пута хапшен је због поседовања дроге. Умро је од предозирања хероином у 25. години живота.

## Филмографија
| Улоге  |                                |               |                     |                 |
| Година | Српски назив                   | Изворни назив | Улога               | Напомена        |
| 1994.  | Клијент                        |               |                     |                 |
| 1995.  |                                |               |                     |                 |
| 1995.  |                                |               | Ерик                |                 |
| 1996.  | Спавачи                        |               | млади Мајкл Суливан |                 |
| 1997.  |                                |               | Карчи               |                 |
| 1998.  | Савршени ученик                |               | Тод Боуден          |                 |
| 1999.  |                                |               | Џими                |                 |
| 2000.  | Изостављени делови             |               | Дотхан Талбот       |                 |
| 2001.  |                                |               | Били                |                 |
| 2001.  |                                |               | Вичита              |                 |
| 2001.  | Насилник                       |               | Марти               |                 |
| 2001.  |                                |               | Вилијам             |                 |
| 2001.  | Свет духова                    |               | Џош                 |                 |
| 2002.  | Америчка девојка               |               | Џеј                 |                 |
| 2002.  | Дивље Улице                    |               | Боби                |                 |
| 2003.  | Посао                          |               | Трој                |                 |
| 2005.  | Холивудски досије              |               | Џејми               |                 |
| 2005.  |                                |               | Вајат               |                 |
| 2005.  |                                |               | Кени                | Кратак филм     |
| 2005.  | Лудачка кошуља                 |               | Странац             |                 |
| 2006.  | Ред и закон: Злочиначке намере |               | Двејн               | Епизода "Watch" |
| 2006.  | Раскрсница злочина             |               | Винсент             |                 |
| 2008.  |                                |               | Џастин              | Кратак филм     |
| 2001.  | Информерс                      |               | Џек                 |                 |